# Воронино (Новгородская область)
Воронино — деревня в Батецком районе Новгородской области России. Входит в состав Мойкинского сельского поселения.

## География
Деревня находится в северо-западной части Новгородской области, в зоне хвойно-широколиственных лесов, на правом берегу реки Луги, при автодороге 49К-01, на расстоянии примерно 18 километров (по прямой) к юго-востоку от посёлка Батецкого, административного центра района. Абсолютная высота — 48 метров над уровнем моря.

### Часовой пояс
Деревня Воронино, как и вся Новгородская область, находится в часовой зоне МСК (московское время). Смещение применяемого времени относительно UTC составляет +3:00.

## Население
| 2010 |
| ---- |
| 67   |

Половой состав
По данным Всероссийской переписи населения 2010 года в гендерной структуре населения мужчины составляли 38,8 %, женщины — соответственно 61,2 %.

Согласно результатам переписи 2002 года, в национальной структуре населения русские составляли 82 % из 75 чел.